# 南部信興
南部 信興（なんぶ のぶおき）は、江戸時代中期の大名。陸奥国八戸藩の第5代藩主。官位は遠江守、左衛門尉。

## 略歴
第4代藩主・南部広信の長男として誕生。生年は享保8年（1723年）とも。
寛保元年（1741年）、父の死により家督を相続する。明和2年（1765年）隠居し、安永2年（1773年）死去。享年49。
跡を長男の信依が継いだ。

## 系譜
父母
- 南部広信（父）

正室
- 織田長亮の娘

子女
- 南部信依（長男）
- 南部信充（三男）
- 南部興長（四男）
- 南部興春（五男）